# Enseignement artistique spécialisé en France
Si les deux notions d'éducation artistique et culturelle et d'enseignement artistique spécialisé relèvent également du système éducatif français, les règles qui les régissent sont définies soit par le ministère de l'Éducation nationale, de l'Enseignement supérieur et de la Recherche, soit par le ministère de la Culture et de la Communication, soit conjointement par les deux tutelles. 
De même, ces systèmes d'éducation et d'enseignement sont mis en œuvre au sein d'établissements ou de structures dépendant, pour ce qui concerne le secteur public, soit des collectivités territoriales (Écoles, collèges, lycées, conservatoires) soit, essentiellement pour l'enseignement supérieur, de l'un ou l'autre des deux ministères de tutelle (Universités, CEFEDEM, CFMI,  conservatoires supérieurs, etc.).

## Définition
Il s'agit, pour la deuxième de ces notions, d'un enseignement rejoignant dans un premier temps les objectifs de l'éducation artistique, puis se spécialisant dans une optique d'orientation professionnelle, ou à tout le moins de pratique amateur de haut niveau, dans les domaines de la musique, de la danse, du théâtre ou des arts du cirque, ainsi définis par le Code de l'éducation :

« Les établissements d'enseignement public de la musique, de la danse et de l'art dramatique dispensent un enseignement initial, sanctionné par des certificats d'études, qui assure l'éveil, l'initiation, puis l'acquisition des savoirs fondamentaux nécessaires à une pratique artistique autonome. Ils participent également à l'éducation artistique des enfants d'âge scolaire. Ils peuvent proposer un cycle d'enseignement professionnel initial, sanctionné par un diplôme national.
Les établissements d'enseignement supérieur dans les domaines de la musique, de la danse, du théâtre et des arts du cirque assurent la formation aux métiers du spectacle, notamment celle des interprètes, des enseignants et des techniciens. Ils relèvent de la responsabilité de l'État et sont habilités par le ministre chargé de la culture à délivrer des diplômes nationaux dans des conditions fixées par décret. »